# Type 730 CIWS

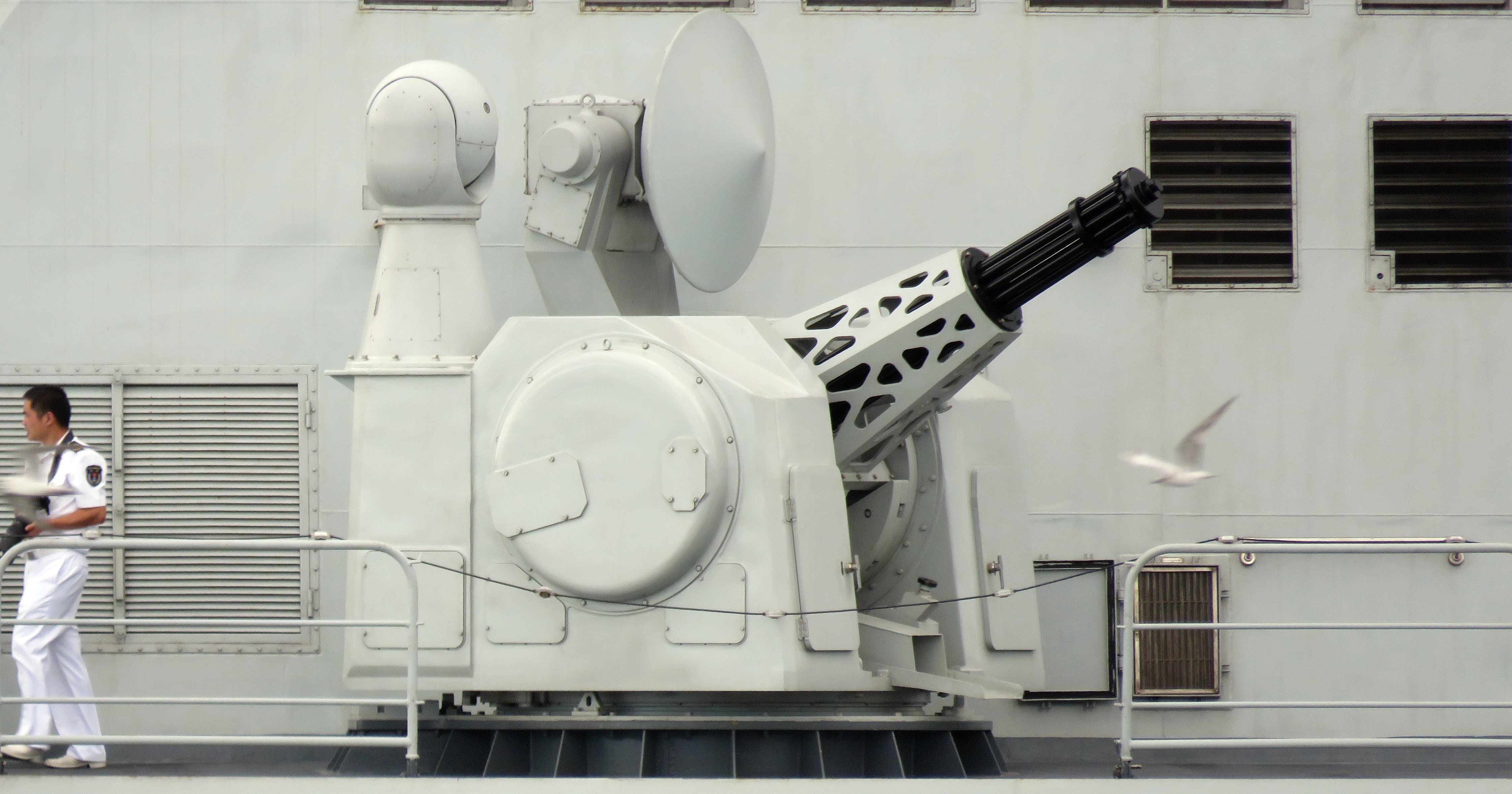
Un Type 730 installé à bord d'une frégate Type 054A en janvier 2019.

Le Type 730 est un système de canon automatique à 7 tubes de type Gatling (Close-In Weapon System : CIWS).
Sa désignation au sein de l'armée chinoise est « H/PJ12 ».

## Origines
L’objectif principal de ce système est la défense contre les missiles anti-navires et les autres systèmes guidés de précision.
Il peut cependant être également employé contre d’autres types de cibles plus classiques, telles que les appareils à voilure fixe ou les hélicoptères, les bateaux et petites embarcations, les cibles côtières ou les mines flottantes. Même s’il semble être extérieurement très ressemblant au système néerlandais Goalkeeper, il semble utiliser du matériel radar et optique fabriqué localement. D’autres sources affirment cependant que l’origine de ses technologies serait la France, qui avait déjà expérimenté le même système General Electric EX-83 pour la conception de ses systèmes d'armes rapprochés.
En octobre 1987, deux systèmes étaient en cours d'évaluation : le SAMOS de Sagem et le SATAN de Thomson-CSF. Le système SAMOS était constitué d’un affut EX-83 équipé d’une conduite de tir optique Sagem VOLCAN, alors que le système de Thomson-CSF était contrôlé par un radar de tir externe au système, le Castor II-J. Les photos du prototype du 730 en essais d’évaluation montraient qu’apparemment le guidage VOLCAN avait été choisi à la place du système localement fabriqué OFC-3.

## Développement
Le canon a été conçu par le 713e institut de recherches, sous le nom de « projet 850 », et est mis en mouvement par deux moteurs électriques.
Le radar TR47C est un dérivé du radar en bande J EFR-1/FR66 de l’institut de recherches et de technologies de Xi'an. Il est toutefois impossible de dire si son dérivé est également produit par le même institut. L'OFC-3 (Optical Fire Control : contrôle de tir optique) est conçu par l’institut de recherches optroniques de Chine centrale.

## Caractéristiques

### Radar
Le radar TR47C fonctionne de la même façon que l'AN/APY-1/2 du E-3 Sentry.
L'azimut est scanné mécaniquement, par la rotation de l'antenne, alors que l'élévation est mesurée électroniquement, grâce à l'emploi de 169 transducteurs à commande de phase, technologie permettant au radar de détecter les points d’impact des obus de calibre 30 mm.
Comme pour le système d'armes rapproché occidental, les calculs d'élévation et de site pour le tir sont effectués par des calculateurs internes à la tourelle, reliés directement au radar et au canon ; à l’inverse du système russe utilisant des systèmes séparés sur le navire. Cela donne une capacité de réaction et de précision bien meilleure pour les systèmes chinois et américains que pour ceux des russes.

### Électro-optique (optronique)
L'OFC-3 est un concept modulaire comprenant un télémètre laser, une caméra TV couleur et une autre opérant en infrarouge. Le télémètre-laser peut, au-besoin, être remplacé par un désignateur laser, si des missiles sol-air à guidage laser sont employés en association avec le système d'armes rapproché.
De-même, la caméra TV peut être remplacée par une caméra de vision nocturne et la caméra infrarouge peut être remplacée par un modèle plus évolué à double-bande, bien plus cher.
La technologie de ces nouveaux systèmes serait, à l'heure actuelle, en cours de développement.

### Système de contrôle de tir (Fire Control System- FCS)
Comme les modèles de systèmes d'armes rapprochées occidentaux, le Type 730 est un système autonome en boucle fermée qui offre des temps de réaction bien meilleurs que ceux de l'AK-630 russe.
Le Type 730 est également compatible avec les systèmes militaires européens et chinois, tels que les ZKJ-1, ZKJ-4, ZKJ-4A-3, ZKJ-5, ZKJ-6, ZKJ-7, H/ZBJ-1 et Thomson-CSF NAVITAC. Il peut être intégré avec tous ces systèmes d'information de combat sans nécessiter la moindre modification.

### Portée de tir
Le système peut poursuivre une cible en vol rasant au-dessus de l'eau avec une résolution de 0,1 m2 à une distance de 8 km. Cette distance peut être étendue jusqu'à 15 km si la résolution du radar est augmentée à 2 m2, voire 20 km si on emploie une résolution de 10 m2.
Toutefois, les cibles ne peuvent être engagées qu’à une distance maximale de 3 km, en raison de la portée limitée du canon.

### Canon
Le canon Gatling de calibre 30 mm, désigné H/PJ-12, dont la cadence de tir maximale est de 5 800 cps/min et sa portée efficace de près de 3 km, est extrêmement similaire au GAU-8/A Avenger de General Electric (le canon qui équipe l’avion d’attaque au sol A-10 Thunderbolt II américain). Même si certaines sources affirment qu’il s'agit de la version chinoise du canon russe Gryazev-Shipunov GSh-6-30, il semble extérieurement très différent, puisque le système russe ne possède que six tubes.
Le H/PJ-12 est un système polyvalent, son FCS pouvant être installé en différents endroits séparés sur le bâtiment, comme l'AK-630, ou directement intégré à la tourelle du canon, comme sur beaucoup de systèmes occidentaux équivalents.
Comme pour le système américain GAU-8/A Avenger, il est recommandé de ne pas tirer plus d'une minute à une cadence de 4 200 cps/min, sous risque de voir la chaleur générée faire fondre les tubes du barillet, ce qui écourterait dramatiquement sa durée de vie. Les cadences de tir au-dessus de 4 200 cps/min diminuent également sa longévité. Le système contient deux casiers à munitions de 250 coups chacun, et d’autres versions seraient en cours de conception.

## Versions

### Type 1130
Un développement plus poussé du Type 730, alors nommé Type 1130, est apparu pour la première fois sur le porte-avions chinois Liaoning.
Ce successeur du Type 730 est aussi en calibre 30 mm, doté d'un total de 11 tubes. Il est déclaré comme étant capable d'atteindre des cadences de tir allant de 9 000 à 11 000 cps/min. Il était prévu à l'origine pour n'avoir que 10 tubes, mais lors de la finalisation de sa mise au point, il apparut avec 11. Il se dit que son surnom serait « Vulcan ».
Alors que son constructeur affirme que les missiles sol-air FL-3000 peuvent être intégrés à son système de tir (FCS), cela n'a encore jamais été réalisé, et sur le premier porte-avions chinois, le FL-3000 a été installé dans des lanceurs séparés qui lui sont propres.

### LD-2000

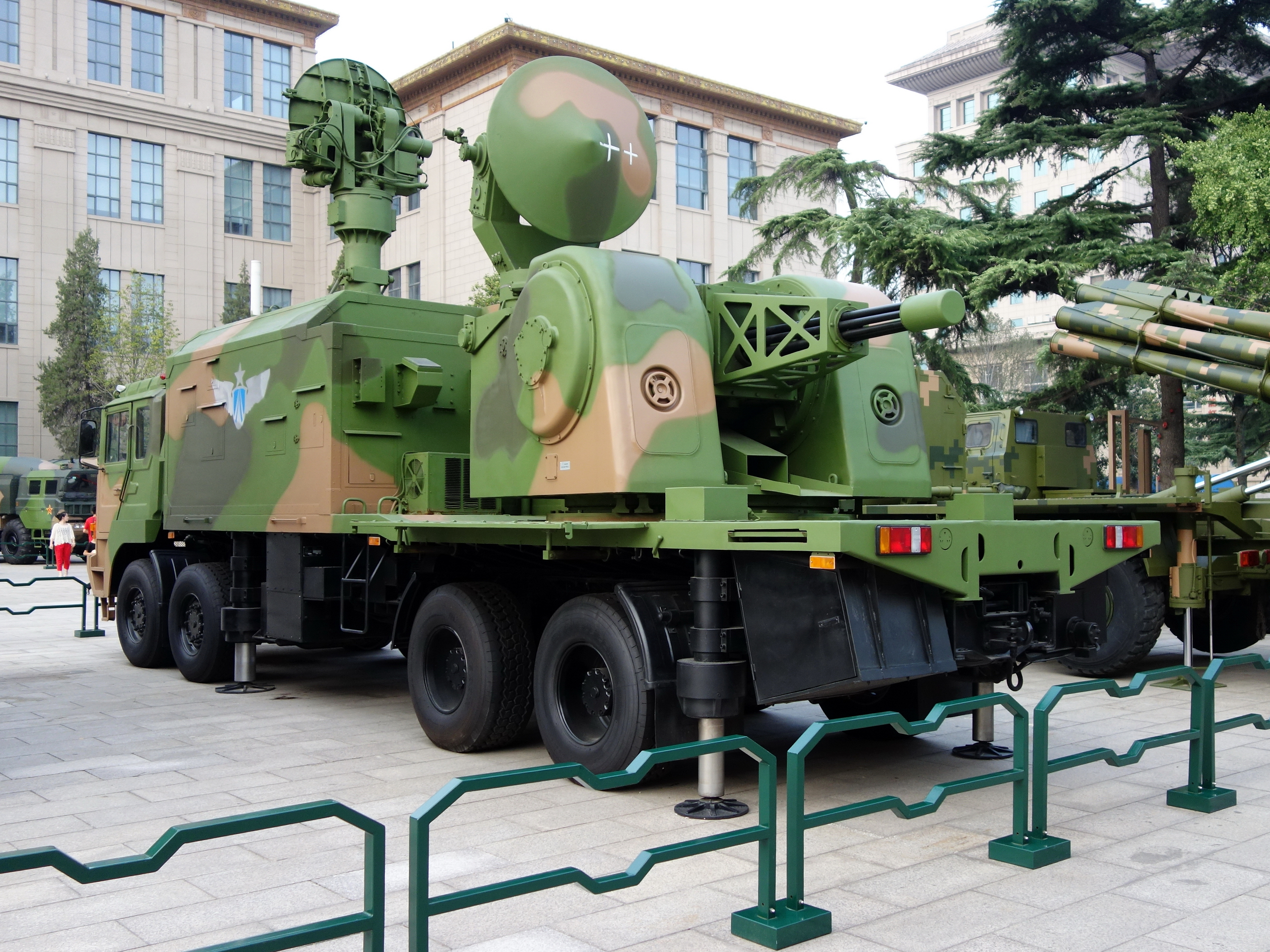
Le système de défense aérienne HQ-6A est similaire au LD-2000.

La marine militaire chinoise est actuellement en train de développer une nouvelle version du système, qui inclura les missiles sur une même installation.
Une version basée à terre, désignée LD-2000 (Lu Dun, en chinois : « 陆盾 », bouclier terrestre), a aussi été développée avec succès. Elle est cependant dépourvue de système de contrôle de tir électro-optique, et un système d'imagerie thermique ajouté au radar lui a été substitué.
L'arme est chargée de 1 000 coups. Ce serait apparemment suffisant afin de pouvoir assurer 48 engagements de cible, comme pour sa version navale, avec une portée efficace de 2.5 à 3,5 km. Étrangement, la version armée de missiles a d'abord été développée sur la version terrestre, sous le nom de LD-2000 Gai, équipée de 6 missiles sol-air répartis en deux groupes de 3 sur les deux côtés de la tourelle. Révélée pour la première fois au public en 2005, il reste toutefois impossible de déterminer quel type de missile serait employé. Certains pensent que ce seraient des TY-90, alors que d’autres pensent que ce serait des DK-9, la version sol-air du PL-9.

## Utilisateurs
Marine chinoiseLe système a été installé à bord des destroyers Type 052 (après la mise à jour de 2011), Type 052B, Type 052C, Type 052D, Type 051C, et des frégates F-22P et Type 054A. Ils pourraient remplacer certains affûts Type 76 sur de plus anciens navires.
 Marine indonésienneLe système a été installé à bord de la corvette KRI Sultan Thaha Syaifuddin (376) de la classe Kapitan Pattimura.
 Marine AlgérienneLe système est installé à bord des corvettes classe C28A.